# Pregny-Chambésy
Pregny-Chambésy (bis 1952 offiziell Pregny) ist eine politische Gemeinde im Schweizer Kanton Genf.

## Geschichte
Die Gemeinde umfasst das Dorf Pregny (1113 erwähnt als Priniacum) und die Weiler Chambésy-Dessus und Chambésy-Dessous (1277 erwähnt als Sambesie).
1353 bis 1601 gehörte Pregny zu Savoyen, mit Unterbruch beim Berner Zwischenspiel zwischen 1536 und 1567. Anschliessend ging es an Frankreich über. 1815 gelangte die Gemeinde an den Kanton Genf.

### Schloss Pregny
Das Schloss entstand für die Familie Adolph Carl und Julie von Rothschild von 1858 bis 1860, nach Plänen von George Henry Stokes und Joseph Paxton. Es umfasst 1126 m2 und folgt einer monumentalen Komposition im Neo-Louis-seize-Stil, gekennzeichnet durch Vorbauten (Risalite) in beiden Fassaden, die sich bis zu den Balkonen mit Balustrade erstrecken, und durch ein sehr reiches Dekor mit Blattwerk und Vasen. Die Fassade, die direkt zum Genfersee zeigt, weist einen zentralen runden Vorbau barocker Art auf und Seitentreppen zur Esplanade. Auf dem Dach befindet sich eine italienische Terrasse, Das Innere war für die Kunstsammlungen des Bauherren bestimmt, gestaltet durch Eugène Viollet-le-Duc.
1860 ließ der Bauherr eine Voliere errichten, die Baronin einige Gewächshäuser. 1880 erwarb die Baronin den Weinberg unterhalb der Domäne, um einen malerischen Garten durch Jules Allemand anlegen zu lassen.
Kaiserin Sissi von Österreich war hier 1898 einen Tag vor ihrer Ermordung zu Besuch.
1907 erbte Maurice de Rothschild das Schloss, interessierte sich aber erst 1940 stärker dafür, als er Frankreich wegen der Besatzung verliess. 1957 ging das Schloss in das Eigentum des Kantons Genf über, nur der Niessbrauch blieb den Familienerben, die es bis heute nutzen. Im Januar 2021 verstarb hier der Bankier Benjamin de Rothschild.

## Bevölkerung
| Bevölkerungsentwicklung | Bevölkerungsentwicklung | Bevölkerungsentwicklung | Bevölkerungsentwicklung | Bevölkerungsentwicklung | Bevölkerungsentwicklung | Bevölkerungsentwicklung | Bevölkerungsentwicklung | Bevölkerungsentwicklung | Bevölkerungsentwicklung | Bevölkerungsentwicklung | Bevölkerungsentwicklung | Bevölkerungsentwicklung |
| ----------------------- | ----------------------- | ----------------------- | ----------------------- | ----------------------- | ----------------------- | ----------------------- | ----------------------- | ----------------------- | ----------------------- | ----------------------- | ----------------------- | ----------------------- |
| Jahr                    | 1850                    | 1900                    | 1947                    | 1950                    | 1990                    | 2000                    | 2010                    | 2012                    | 2013                    | 2014                    | 2016                    | 2017                    |
| Einwohner               | 463                     | 651                     | 942                     | 1093                    | 2463                    | 3009                    | 3651                    | 3530                    | 3563                    | 3594                    | 3794                    | 3937                    |

Anfang des 16. Jahrhunderts bestanden in Pregny-Chambésy 12 Feuerstätten.

## Sehenswürdigkeiten
→ Liste der Kulturgüter in Pregny-Chambésy

## Persönlichkeiten
- Gaspard Marchinville (1815–1877), Unternehmer und Politiker
- Marc Peter (1873–1966), Jurist, Politiker, Diplomat und Heimatforscher

## Literatur

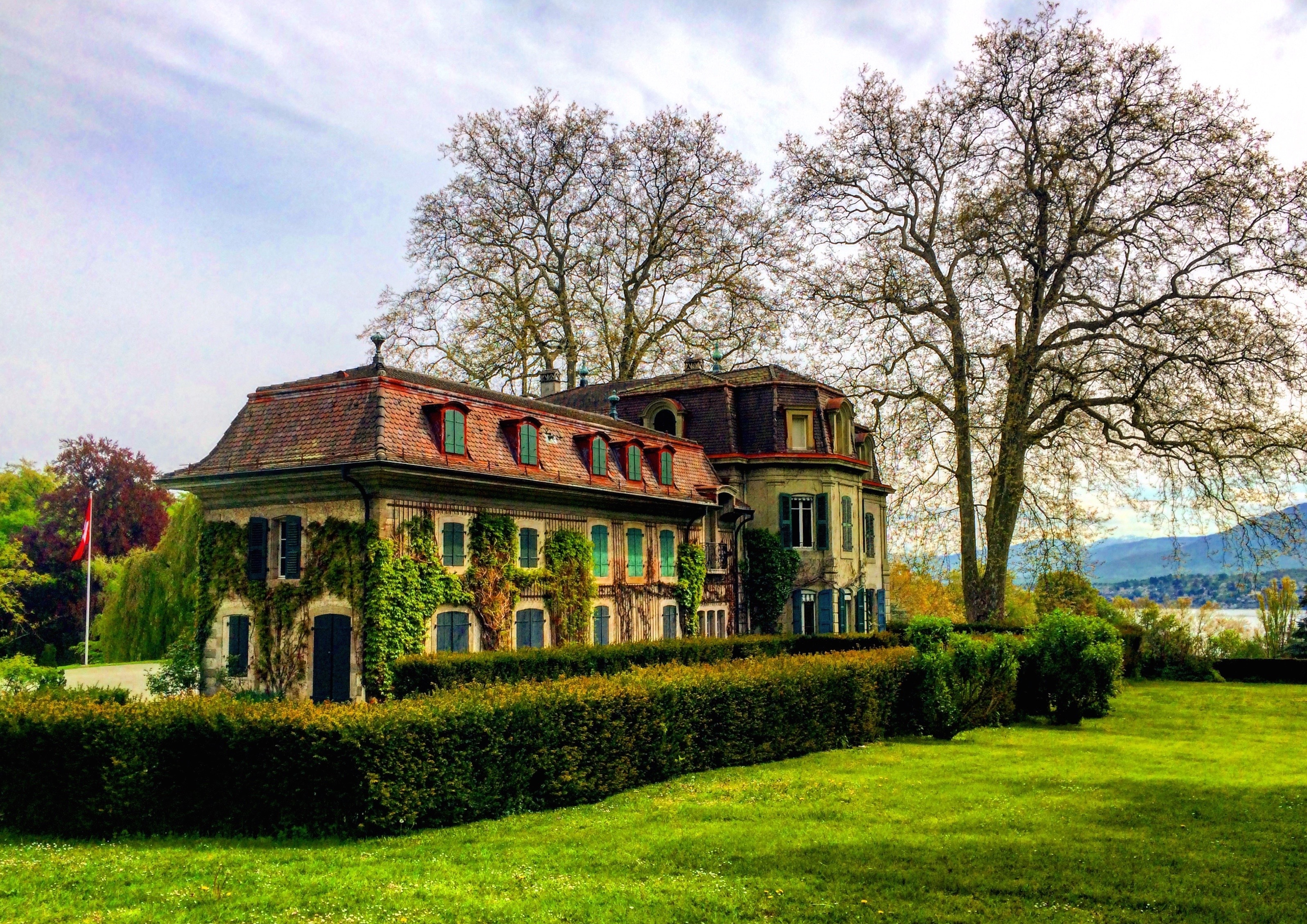
Museum der Auslandschweizer in Pregny-Chambésy